# Michael Sand
Michael Fabricius Sand (* 1. November 1970) ist ein dänischer Schauspieler.

## Leben
Michael Sand absolvierte seine professionelle Schauspielausbildung von 1993 bis 1998 an der Schauspielschule des Aarhus Teater, wo er auch sein Bühnendebüt als Darsteller hatte. Als Bühnendarsteller wirkte er in zahlreichen Theaterstücken, Musicals und in Kabarett-Programmen mit, so unter anderem auch am Betty-Nansen-Theater, am Königlichen Theater Kopenhagen oder am Folketeatret. Sand wirkte als Schauspieler vor der Kamera in bislang mehreren Film-und-Fernsehproduktionen mit.
Michael Sand ist seit einigen Jahren mit der Schauspielerin Sofie Pallesen liiert, mit der er in Kopenhagen lebt.

## Filmografie
- 2003: Stealing Rembrandt – Klauen für Anfänger (Rembrandt)
- 2007: De kaldte os frisorer
- 2007: Kommissarin Lund – Das Verbrechen (Forbrydelsen, Fernsehserie, 1 Folge)
- 2012: Rita (Fernsehserie, 5 Folgen)
- 2016: Stationen (Fernsehserie, 10 Folgen)
- 2017: Mercur (Fernsehserie, 1 Folge)
- 2017: Die Wege des Herrn (Herrens Veje, Fernsehserie, 2 Folgen)
- 2018: Wonderful Copenhagen
- 2022: Befruchtet (Fernsehserie, 1 Folge)
- 2023: Den som draeber (Fernsehserie, 1 Folge)